# Fusine
Fusine est une commune italienne de la province de Sondrio, dans la région Lombardie.

## Administration
| Période                                  | Période | Identité         | Étiquette     | Qualité |
| ---------------------------------------- | ------- | ---------------- | ------------- | ------- |
| 2009                                     | 2014    | Giulio Bianchini | Liste civique |         |
| Les données manquantes sont à compléter. |         |                  |               |         |

### Hameaux
Gherbiscione.

### Communes limitrophes
Berbenno di Valtellina, Cedrasco, Colorina, Foppolo, Forcola, Postalesio, Tartano.

## Notes et références

Le lac de Fusine. Septembre 2021.